# Shake Stew
Shake Stew ist eine österreichische Jazz-Formation unter der Leitung von Gründer Lukas Kranzelbinder. Sie wurde 2016 gegründet, hat seither sechs Alben veröffentlicht und wurde mit mehreren Preisen im In- und Ausland ausgezeichnet.

## Geschichte
Die Formation wurde 2016 gegründet und hatte beim Jazzfestival Saalfelden ihren ersten öffentlichen Auftritt. Es folgten eine Saison als Stage Band im Wiener Jazzclub Porgy & Bess und in weiterer Folge Auftritte in ganz Europa, Kanada, USA, Marokko, Tunesien und Mexiko.

## Diskografie
Alben
- The Golden Fang (Traumton; 2016)
- Rise and Rise Again (Traumton; 2018)
- Gris Gris (Traumton; 2019)
- (A)live (Traumton; 2020)
- Heat (Traumton; 2022)
- Lila (Traumton; 2023)

Singles
- I Wear My Heart On The Outside (2022)

## Auszeichnungen
- Quartals-Bestenliste des Preises der deutschen Schallplattenkritik mit Gris Gris.[1]
- „Band des Jahres international“ beim Deutschen Jazzpreis 2022[2]
- Amadeus Austrian Music Award 2023 in der Kategorie  Jazz/World/Blues[3]